# Luciana Fregolente
Luciana Fregolente (Curitiba, 18 de fevereiro de 1973) é uma atriz, roteirista, compositora, diretora e produtora brasileira.
Seu último trabalho na TV foi no humorístico Xilindró, como a empregada e ex-diretora do presídio Sandra.

## Vida pessoal
Desde 1992 é casada com o cantor Leoni, com quem teve um casal de filhos, Carolina e Antonio.

## Carreira
Luciana Fregolente construiu uma trajetória que mistura teatro, televisão, cinema, música e rádio.
Como atriz
Estreou nos palcos e nas telas em 1991, e desde então já viveu muitos papéis.
No teatro, atuou em montagens marcantes como O Bravo Soldado Schweik, Il Trittico, Úteros em Fúria, Aracy de Almeida – No País de Araca, Pelo Amor de Deus, Não Fala Assim Comigo e o sucesso Alucinadas, que levou mais de 40 mil pessoas ao teatro.
Na televisão, fez parte de produções como A Grande Família, Os Normais, A Diarista, Sob Nova Direção, Os Amadores, Casos e Acasos, Força Tarefa e várias novelas da Globo — entre elas, Beleza Pura, Fina Estampa e Cheias de Charme.
Foi protagonista da série Família S/A (Canal Futura) e Alucinadas (Multishow), esteve no elenco do cultuado Cilada, ao lado de Bruno Mazzeo. Também fez parte do programa Xilindró (Multishow).
No cinema, participou de filmes como Os Normais 2, E Aí, Comeu?, O Júlio Sumiu e Nise, os dois últimos de Roberto Berliner, além de Chocante (2017), que também assinou como roteirista ao lado de Bruno Mazzeo e Pedro Neschling.
Como roteirista e autora
Entre 2014 e 2021, integrou o núcleo de humor da TV Globo, participando da transformação do Zorra, indicado ao Emmy Internacional.
Criou e escreveu a série Alucinadas (Multishow), e colaborou em projetos como Cê Faz o Quê?, com Miá Mello.
É também autora do espetáculo Na Medida do Impossível e coautora da peça Alucinadas, escrita em parceria com Bruno Mazzeo, Fábio Porchat e outros nomes.
Recentemente, escreveu a série Body by Beth (Max, 2024) e fez parte da equipe dos especiais Falas Femininas, Falas da Terra e Falas da Vida (TV Globo, 2025).
Foi criadora do quadro Mulheres Fantásticas, exibido no Fantástico.
Como compositora
Parceira de músicos como Leoni, Frejat, George Israel e Vinicius Cantuária, tem mais de 20 canções compostas.
Como apresentadora de rádio e podcaster
Apresentou o programa ao vivo Amigas Invisíveis, na Rádio Globo em 2005.
Foi autora e apresentadora do podcast Grampos Vazados – Hysteria/Conspiração, entre 2017 e 2018.
Como locutora
1997 – Master Single Tudo Sobre Amor e Perda de Leoni – Poema de Joaquim de Andrade na faixa Antes das Palavras Gastas – Geléia Geral
1998 – Campanha Maguary Rádio – Mr.Vox
2000 – Campanha Impecável Rádio e TV – Mr.Vox
2000 – Campanha política para prefeito do Rio de Janeiro, candidato Gilberto Ramos – Documenta
2001 – Voz do desenho animado Acinho – Documenta
2001 – Filme de lançamento da trilha sonora do filme O Diário de Bridget Jones – Universal Music
1994 – Jingle: Dietil
Como jornalista
1988 – Revista AZ, São Paulo – SP | Produtora de Moda
1989 – Revista Emoção (Editora Press), São Paulo – SP | Editora de Moda
1990 – Revista Interview (Editora Azul), São Paulo – SP | Produtora de Moda
1993 – Revista Rio Capital, Rio de Janeiro – RJ | Editora Cultural
Como produtora
2000 – Peça Úteros em Fúria – Coordenação de Produção e Produção Executiva
2002 – CD Você sabe o que eu quero dizer – Leoni – Coordenação de Lançamento, Selo Batuque Elegante
2005 – CD e DVD Leoni ao Vivo – Som Livre
2006 – CD e DVD Outro Futuro – Leoni & Ashaninkas em Paris – Coordenação Geral e Produção Executiva
Produção executiva da peça teatral Alucinadas (2010-2012) e da peça Na Medida do Impossível (2022). 

## Filmografia

### Televisão
| Ano       | Título                                 | Personagem         | Notas                                                               |
| --------- | -------------------------------------- | ------------------ | ------------------------------------------------------------------- |
| 2024      | Cilada                                 | Neide              | Episódio: "Resort"                                                  |
| 2016-2020 | Xilindró                               | Sandra Siqueira    | 75 episódios                                                        |
| 2015-2016 | Treme Treme                            | Susi               | 12 episódios                                                        |
| 2014      | Alucinadas                             | Vários personagens |                                                                     |
| 2012      | Cheias de Charme                       | Emilia Xavier      |                                                                     |
| 2012      | O Fantástico Mundo de Gregório         | Mulher no bar      | Episódio: "Gregório e Clarice buscam quem os insultava na internet" |
| 2012      | Fina Estampa                           | Fátima             | Episódio: "8 de março"                                              |
| 2010      | Separação?!                            | Georgina           |                                                                     |
| 2010      | Dalva e Herivelto - Uma canção de amor | Dircinha Batista   |                                                                     |
| 2009      | Força-Tarefa                           | Dalvinha           | Episódio: "Quadrilha de Ladrões de Carga"                           |
| 2008      | Beleza Pura                            | Vilma              |                                                                     |
| 2007      | Malhação                               | Dra. Regina        |                                                                     |
| 2006      | Cilada                                 | aeromoça           |                                                                     |
| 2005      | Sob Nova Direção                       | amiga de Belinha   |                                                                     |
| 2003      | A Grande Família                       | Sofia              |                                                                     |
| 2002      | Família SA                             | Helena             |                                                                     |

### Cinema
| Ano  | Título                     | Personagem   | Notas |
| ---- | -------------------------- | ------------ | ----- |
| 2015 | Nise: O Coração da Loucura | Eugênia      |       |
| 2015 | Depois de Tudo             | Dra. Solange |       |
| 2012 | E aí… Comeu?               | Advogada     |       |

### Teatro
- 2010 - Alucinadas
- 2001 - Aracy de Almeida – No País de Araca
- 2000 - Úteros em Fúria
- 1996 - O Bravo Soldado Schweik
- 1995 - Il Trittico